# Iridescence (album)
Albums de Brockhampton
Saturation III
(2017) Ginger
(2019)
Iridescence, stylisé iridescence, est le quatrième album studio de Brockhampton, sorti le 21 septembre 2018 sur les labels Question Everything et RCA.

## Liste des titres
| No  | Titre               | Auteur | Producteur(s)                                                       | Durée |
| --- | ------------------- | --- | ------------------------------------------------------------------- | ----- |
| 1.  | New Orleans         | - Dominique Simpson - Ian Simpson - Ciarán McDonald - Matthew Champion - Russell Boring - William Wood - Romil Hemnani - Jabari Manwarring | - Hemnani - Russell "Joba" Boring - Jabari Manwa - Bearface         | 4:03  |
| 2.  | Thug Life           | - I. Simpson - McDonald - D. Simpson - Hemnani - Boring - Manwarring                                                                       | - Hemnani - Joba - Bearface - Manwa                                 | 2:03  |
| 3.  | Berlin              | - McDonald - D. Simpson - Champion - I. Simpson - Boring - Hemnani - Manwarring                                                            | - Hemnani - Joba - Manwa - Dom McLennon - Kevin Abstract - Bearface | 3:19  |
| 4.  | Something About Him | - I. Simpson - Isaiah Merriweather - Hemnani - Manwarring                                                                                  | - Kiko Merley - Hemnani - Manwa                                     | 1:34  |
| 5.  | Where the Cash At   | - Wood - Champion - Manwarring - Hemnani - Boring - I. Simpson                                                                             | - Manwa - Hemnani - Joba - Abstract                                 | 1:55  |
| 6.  | Weight              | - I. Simpson - Boring - D. Simpson - Hemnani - Manwarring                                                                                  | - Hemnani - Abstract - Joba - Manwa                                 | 4:20  |
| 7.  | District            | - I. Simpson - Wood - Boring - McDonald - D. Simpson - Champion - Hemnani - Manwarring                                                     | - Hemnani - Joba - Bearface - Manwa                                 | 3:32  |
| 8.  | Loophole            | Hemnani | Hemnani                                                             | 0:53  |
| 9.  | Tape                | - I. Simpson - Boring - Champion - D. Simpson - Hemnani                                                                                    | - Hemnani - Joba                                                    | 3:29  |
| 10. | J'ouvert            | - Champion - Wood - Boring - McDonald - Manwarring - Hemnani - James Charles - Marcus James                                                | - Manwa - Hemnani - Joba                                            | 3:54  |
| 11. | Honey               | - I. Simpson - Wood - D. Simpson - Champion - Hemnani - Manwarring - Merriweather - Beyoncé Knowles - Christopher Stewart - Terius Nash    | - Hemnani - Abstract - Manwa - Merley                               | 3:15  |
| 12. | Vivid               | - Champion - D. Simpson - McDonald - I. Simpson - Merriweather - Hemnani - Manwarring                                                      | - Merley - Hemnani - Manwa - Bearface                               | 2:24  |
| 13. | San Marcos          | - Champion - I. Simpson - McDonald - D. Simpson - Boring - Hemnani - Merriweather - Manwarring                                             | - Bearface - Hemnani - Merley - Abstract - Joba - Manwa             | 4:47  |
| 14. | Tonya               | - McDonald - I. Simpson - Boring - D. Simpson - Wood - Hemnani - Manwarring - Josiah Wise                                                  | - Hemnani - Joba - McLennon - Manwa - Bearface                      | 4:43  |
| 15. | Fabric              | - I. Simpson - D. Simpson - Wood - Boring - McDonald - Hemnani - Manwarring                                                                | - Hemnani - Abstract - Manwa - McLennon                             | 4:38  |

Notes
- Tous les titres sont stylisés en majuscule.
- New Orleans comprend des vocales de Jaden Smith.
- Thug Life et San Marcos comprennent des vocales de London Community Gospel Choir Children featuring St. Ann's.
- Tonya comprend des vocales de Serpentwithfeet.
- Honey comprend des vocales additionnelles de Kirsty Hopkins.
- Fabric comprend des vocales additionnelles de Ashlan Grey, Matt Champion, Jabari Manwa et Romil Hemnani.

## Classements hebdomadaires
| Classement (2018)                   | Meilleure position |
| ----------------------------------- | ------------------ |
| Australie (ARIA)                    | 6                  |
| Canada (Canadian Albums Chart)      | 6                  |
| Danemark (Tracklisten)              | 29                 |
| États-Unis (Billboard 200)          | 1                  |
| États-Unis (Top R&B/Hip-Hop Albums) | 1                  |
| Finlande (Suomen virallinen lista)  | 46                 |
| Belgique (Flandre Ultratop)         | 47                 |
| France (SNEP Téléchargement)        | 84                 |
| Irlande (IRMA)                      | 8                  |
| Norvège (VG-lista)                  | 21                 |
| Nouvelle-Zélande (RIANZ)            | 2                  |
| Pays-Bas (Mega Album Top 100)       | 39                 |
| Royaume-Uni (UK Albums Chart)       | 20                 |
| Suède (Sverigetopplistan)           | 41                 |